# Філ Еспозіто
Філіп Ентоні Еспозіто (англ. Philip Anthony Esposito; нар. 20 лютого 1942, Су-Сен-Марі, Онтаріо, Канада) — канадський хокеїст, центральний нападник.
Член зали слави хокею (1984). У «Списку 100 найкращих гравців НХЛ» займає загальне 18-те місце та 7-ме серед центральних нападників.

## Кар'єра в НХЛ
20 лютого 1942 року в містечку Су-Сен-Марі, у сім'ї переселенців з Італії, народився хлопчик, якого назвали Філіп Ентоні. Через рік у Філа з'явився молодший брат — Ентоні Джеймс, більш відомий, як Тоні. З дитинства брати грали в хокей, але на різних позиціях; старший — центральний нападник, а молодший — воротар.
У 1963 році Філ Еспозіто дебютував у Національній хокейній лізі у складі «Чикаго Блек Гокс». Перші кроки в професіональному спорті давалися нелегко. На фоні Боббі Халла виглядав занадто повільним, а поряд зі Стеном Микитою — незграбним. З тих часів за ним міцно закріпилося прізвисько «Бик». За чотири роки перебування у чиказькому клубові Філ так і не зумів розкрити свої найкращі якості — гравець середнього класу, яких безліч в НХЛ.
1967 року тренер «Брюїнс» Гарі Сінден зумів розгледіти у ньому те, що не хотіли помічати інші; цілеспрямованність, настирливість та неабияку силу в боротьбі на п'ятачку біля воріт. Філ Еспозіто став гравцем «Бостон Брюїнс». З другого сезону, у цій команді, він вже вважався одним з найкращих гравців ліги. Разом з Боббі Орром був лідером клубу і її найрезультативнішим гравцем. У складі «Брюїнс» двічі вигравав Кубок Стенлі та безліч особистих нагород (приз Харта, нагороду Лестера Пірсона (зараз Теда Ліндсея) та трофей Арта Росса). У сезоні 1970/71 років встановив два рекорди НХЛ: за набраними очками за сезон — 152 та закинутими шайбами — 76. У 1972 році був визнаний спортсменом року в Канаді (нагорода Лу Марша).
З сезону 1975/76 грав за «Нью-Йорк Рейнджерс». У 1978 році отримав трофей Лестера Патріка, а наступного року грав у фіналі Кубка Стенлі. За шість сезонів у цьому клубові закинув 184 шайби у регулярному чемпіонаті та 11 на стадії плей-офф.
Провів десять матчів у складі «Всіх зірок НХЛ». За результатами сезону шість разів обирався до першого складу «Всіх зірок НХЛ», двічі до другого. Один з найвлучніших форвардів в історії ліги — 717 закинутих шайб. З 1984 року член зали слави хокею в Торонто, а з 1989 — зали слави канадського спорту в Калгарі. З 1987 року № 7, під яким виступав Філ Еспозіто, не використовується у клубові «Бостон Брюїнс».

## Міжнародна кар'єра
У складі національної збірної Канади був найрезультативнішим гравцем суперсерії 1972 року СРСР —Канада та переможцем Кубка Канади 1976 року. Був учасником чемпіонату світу 1977 року.

## Нагороди та досягнення
- Володар Кубка Канади (1): 1976
- Володар Кубка Стенлі (2): 1970, 1972
- Володар приза Харта (2): 1969, 1974
- Володар трофею Арта Росса (5): 1969, 1971, 1972, 1973, 1974
- Володар нагороди Теда Ліндсея (2): 1971, 1973
- Володар нагороди Лестера Патріка (1): 1978
- Спортсмен року в Канаді (1): 1972
- Гравець першого складу «Всіх зірок НХЛ» (6): 1969, 1970, 1971, 1972, 1973, 1974
- Гравець другого складу «Всіх зірок НХЛ» (2): 1968, 1975
- Учасник матчів «Всіх зірок НХЛ» (10): 1969—1975, 1977, 1978, 1980
- Член зали слави хокею: 1984
- Член зали слави канадського спорту: 1989

## Статистика

### Статистика виступів в НХЛ
| 1963/64      | «Чикаго Блек Гокс»   | НХЛ          | 27   | 3   | 2   | 5    | 2   | --  | 4   | 0  | 0  | 0   | 0   |
| 1964/65      | «Чикаго Блек Гокс»   | НХЛ          | 70   | 23  | 32  | 55   | 44  | --  | 13  | 3  | 3  | 6   | 15  |
| 1965/66      | «Чикаго Блек Гокс»   | НХЛ          | 69   | 27  | 26  | 53   | 49  | --  | 6   | 1  | 1  | 2   | 2   |
| 1966/67      | «Чикаго Блек Гокс»   | НХЛ          | 69   | 21  | 40  | 61   | 40  | --  | 6   | 0  | 0  | 0   | 7   |
| 1967/68      | «Бостон Брюїнс»      | НХЛ          | 74   | 35  | 49  | 84   | 21  | +19 | 4   | 0  | 3  | 3   | 0   |
| 1968/69      | «Бостон Брюїнс»      | НХЛ          | 74   | 49  | 77  | 126  | 79  | +56 | 10  | 8  | 10 | 18  | 8   |
| 1969/70      | «Бостон Брюїнс»      | НХЛ          | 76   | 43  | 56  | 99   | 50  | +28 | 14  | 13 | 14 | 27  | 16  |
| 1970/71      | «Бостон Брюїнс»      | НХЛ          | 78   | 76  | 76  | 152  | 71  | +71 | 7   | 3  | 7  | 10  | 6   |
| 1971/72      | «Бостон Брюїнс»      | НХЛ          | 76   | 66  | 67  | 133  | 76  | +55 | 15  | 9  | 15 | 24  | 24  |
| 1972/73      | «Бостон Брюїнс»      | НХЛ          | 78   | 55  | 75  | 130  | 87  | +16 | 2   | 0  | 1  | 1   | 2   |
| 1973/74      | «Бостон Брюїнс»      | НХЛ          | 78   | 68  | 77  | 145  | 58  | +51 | 16  | 9  | 5  | 14  | 25  |
| 1974/75      | «Бостон Брюїнс»      | НХЛ          | 79   | 61  | 66  | 127  | 62  | +18 | 3   | 4  | 1  | 5   | 0   |
| 1975/76      | «Бостон Брюїнс»      | НХЛ          | 12   | 6   | 10  | 16   | 8   | -1  | --  | -- | -- | --  | --  |
| 1975/76      | «Нью-Йорк Рейнджерс» | НХЛ          | 62   | 29  | 38  | 67   | 28  | -39 | --  | -- | -- | --  | --  |
| 1976/77      | «Нью-Йорк Рейнджерс» | НХЛ          | 80   | 34  | 46  | 80   | 52  | -28 | --  | -- | -- | --  | --  |
| 1977/78      | «Нью-Йорк Рейнджерс» | НХЛ          | 79   | 38  | 43  | 81   | 53  | -22 | 3   | 0  | 1  | 1   | 5   |
| 1978/79      | «Нью-Йорк Рейнджерс» | НХЛ          | 80   | 42  | 36  | 78   | 37  | -1  | 18  | 8  | 12 | 20  | 20  |
| 1979/80      | «Нью-Йорк Рейнджерс» | НХЛ          | 80   | 34  | 44  | 78   | 73  | -13 | 9   | 3  | 3  | 6   | 8   |
| 1980/81      | «Нью-Йорк Рейнджерс» | НХЛ          | 41   | 7   | 13  | 20   | 20  | -13 | --  | -- | -- | --  | --  |
| Всього в НХЛ | Всього в НХЛ         | Всього в НХЛ | 1282 | 717 | 873 | 1590 | 910 | --  | 130 | 61 | 76 | 137 | 138 |

### Статистика виступів за збірну Канади
| Рік                     | Турнір                  | І  | Г  | П  | О  | Штр |
| ----------------------- | ----------------------- | -- | -- | -- | -- | --- |
| 1972                    | Суперсерія              | 8  | 7  | 6  | 13 | 15  |
| 1976                    | Кубок Канади            | 7  | 4  | 3  | 7  | 0   |
| 1977                    | Чемпіонат світу         | 10 | 7  | 3  | 10 | 14  |
| Всього за збірну Канади | Всього за збірну Канади | 25 | 18 | 12 | 30 | 29  |